# کریستین توماس (بازیکن هاکی روی یخ)
کریستین توماس (انگلیسی: Christian Thomas؛ زادهٔ ۲۶ مهٔ ۱۹۹۲) بازیکن هاکی روی یخ اهل کانادا است.
از باشگاه‌هایی که در آن بازی کرده‌است می‌توان به مونترآل کانادینز، فینیکس کایوتیس، و نیویورک رنجرز اشاره کرد.